# Gavião-galinha
O gavião-galinha ou gavião-de-cooper (Accipiter cooperii) é uma ave de rapina do gênero Accipiter que é natural da América do Norte. Nesta espécie, os machos medem cerca de  40 cm de altura, enquanto as fêmeas 45 cm.